# Domnitz
Domnitz är en ortsteil i staden Wettin-Löbejün i Saalekreis i förbundslandet Sachsen-Anhalt i Tyskland. Domnitz var en kommun fram till den 1 januari 2011 när den uppgick i Wettin-Löbejün. Domnitz hade 736 invånare 2010.